# Naumata
Naumata ist eine osttimoresische Aldeia im Suco Betulau (Verwaltungsamt Lequidoe, Gemeinde Aileu). 2015 lebten in der Aldeia 245 Menschen.

## Geographie und Einrichtungen
Die Aldeia Naumata nimmt den Südosten des Sucos Betulau ein, südlich des Flusses Manufonihun, der später Manufonibun heißt. Er gehört zum System des Nördlichen Laclós. Nördlich befinden sich die Aldeia Lebutun und der Suco Acubilitoho und westlich die Aldeia Sarabere. Im Osten grenzt Naumata an den Suco Bereleu und im Süden an das zur Gemeinde Ainaro gehörende Verwaltungsamt Maubisse mit seinem Suco Maulau.
Im Nordwesten liegt am Manufonihun das Dorf Naumata (auch Betulau), das mit einfachen Pisten mit den Nachbarorten verbunden ist. Hier befinden sich eine Grundschule und der Sitz des Sucos Betulau.